# 한국주택은행
한국주택은행(Housing & Commercial Bank, 韓國住宅銀行)은 대한민국에 있었던 은행으로, 2001년에 KB국민은행과 합병했다.
1967년 한국주택금고가 설립되었고, 1969년 한국주택은행법에 의거하여 상호를 한국주택은행(주)으로 변경하였다. 1996년 3월 증권거래소에 주식을 상장하였고 1997년 8월 한국주택은행법의 폐지로 시중은행으로 전환되었으며, 1998년 6월에 퇴출된 동남은행을 인수하였다. 2000년 10월 뉴욕증권거래소에 주식을 상장하였고, 2000년 11월에는 2002년 FIFA 월드컵 공식 은행으로 지정되었다. 2000년 12월 국민은행과 합병에 관한 양해각서를 체결한 후. 2001년 11월 1일 국민은행과 대등합병하였다.
본점은 서울특별시 영등포구 국제금융로8길 26 (여의도동 36-3)에 있었으며, 합병 후 KB국민은행 여의도영업부로 이용하다가 KB국민은행이 명동영업부 건물(현 하이드파크)을 매각한 후 철거하면서 주택은행 여의도 본점 건물을 KB국민은행 본점으로 이용 중이다. 샛강역 근처에 있는 KB국민은행 신관과는 별개의 건물이다.

## 사업내용
- 주택의 건설, 신축건물의 구입 및 대지조성에 관한 자금의 융자·관리
- 표준설계로 된 소규모 주택건설용 기자재의 생산과 운용 및 생산과 운용을 필요로 하는 지방자치단체·지방 중소기업자에 대한 자금지원
- 주택부금 및 예금의 수입(受入)
- 주택채권 및 주택복권 발행 등의 업무를 영위

## 역대 은행장
- 김진흥 (1969년 ~ 1970년)
- 백남권 (1970년 ~ 1971년)
- 이상덕 (1971년 ~ 1975년)
- 홍승환 (1975년 ~1977년)
- 박동희 (1977년 ~ 1980년)
- 정영모 (1980년 ~ 1982년)
- 류돈우 (1982년 ~ 1986년)
- 이관영 (1986년 ~ 1989년)
- 전영수 (1989년 ~ 1992년)
- 김재기 (1992년 ~ 1993년)
- 박종석 (1993년 ~ 1996년)
- 신명호  (1996년 ~ 1998년)
- 김정태 (1998년 ~ 2001년)

## 같이 보기
- KB국민은행
- 동남은행